# Efemerisz idő
Az efemerisz idő a csillagászatban korábban használt, folyamatos időskála, mely az égitestek mozgástörvényein alapul. Az efemerisz másodperc volt a Nemzetközi Mértékegység-rendszer (SI) időegysége 1956-tól 1977-ig. 1977 és 1984 között a földi dinamikus idővel párhuzamosan használták. Az efemerisz másodperc az 1900-as tropikus év két tavaszi napéjegyenlőségének időpontja közötti idő 1/31556925,9747 része; másként fogalmazva az 1900-as tropikus év 31556925,9747 efemerisz másodpercből áll. A tavaszi napéjegyenlőség pontos időpontjának megállapítása nem egyszerű, és ez az efemerisz idő ± 50 ezredmásodperces bizonytalanságát jelenti 9 éves időszak alatt.
A csillagászati események bekövetkeztének időpontját a Nemzetközi Csillagászati Unió (IAU) 1952. évi határozata alapján efemerisz időben adták meg. 1984-től erre a célra a földi dinamikus időt (TDT) használjuk, mely gyakorlatilag megegyezik az efemerisz idővel.
Az efemerisz időskála manapság nincs használatban, elavultnak számít.